# Guardavalle
Guardavalle là một đô thị thuộc tỉnh Catanzaro trong vùng Calabria của nước Ý. Đô thị này có diện tích  km², dân số cuối năm 2004 là 5196 người..